# Olaf Storm

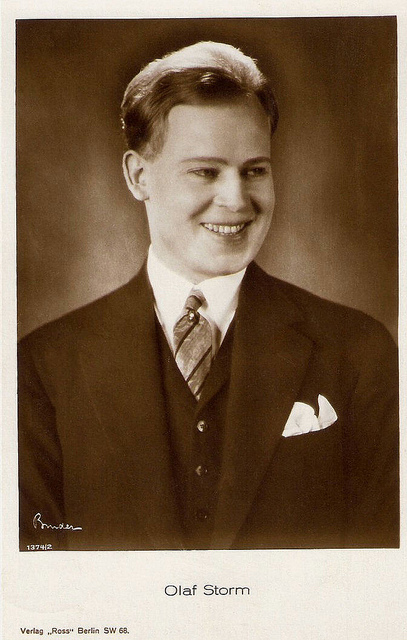
Olaf Storm, Datum unbekannt, Fotografie von Alexander Binder (1888–1929)

Olaf Storm, eigentlich Kurt Theodor von Kann (* 10. Januar 1894 in Richterich als Theodor Joseph van Kann; † 11. oder 12. März 1931 in Berlin), war ein deutscher Schauspieler und Filmproduzent beim Stummfilm.

## Leben
Zwischen 1919 und 1927 trat er in insgesamt über zwei Dutzend Kinofilmen auf. Er übernahm kleinere bis mittlere Nebenrollen in den Filmklassikern Dr. Mabuse, der Spieler (1922), Der letzte Mann (1924) und Metropolis (1927). In einigen Filmen war Storm auch in jugendlichen Liebhaberrollen zu sehen. Mit der Olaf-Film GmbH (1920–1930) betätigte er sich als Produzent. Sein Film Die Minderjährige geriet in Konflikt mit der Filmzensur, wurde kurzzeitig freigegeben und 1925 endgültig verboten. Der Erfolg als Schauspieler ließ nach 1924 zunehmend nach und er geriet in finanzielle Not. Im März 1931 starb er durch Suizid.

## Filmografie (Auswahl)
- 1919: Der Erbe vom Lilienhof
- 1920: Begierde. Das Abenteuer der Katja Nastjenko (auch Produzent)
- 1920: Der rätselhafte Tod (Mungos)
- 1920: Der Riesenschmuggel (auch Produzent)
- 1920: Ein nettes Früchtchen
- 1920: Ferréol. Ein Kampf zwischen Liebe und Pflicht (auch Produzent)
- 1920: Madame Bovary
- 1921: Aus den Akten einer anständigen Frau
- 1921: Deines Bruders Weib
- 1921: Die Fremde aus der Elstergasse (auch Produzent)
- 1921: Die Minderjährige (auch Produzent)
- 1921: Fräulein Julie
- 1921: Ratten der Großstadt, 1. Teil: Die geheimnisvolle Nacht
- 1921: Was tat ich dir?
- 1922: Das Straßenmädchen von Berlin
- 1922: Die Königin von Whitechapel
- 1922: Die Tochter des Wucherers
- 1922: Dr. Mabuse, der Spieler, 1. Teil: Der große Spieler - Ein Bild der Zeit
- 1922: Dr. Mabuse, der Spieler, 2. Teil: Inferno, ein Spiel von Menschen unserer Zeit
- 1922: Wem nie durch Liebe Leid geschah
- 1922: Zwischen Nacht und Sünde
- 1924: Der letzte Mann
- 1924: Die Stimme des Herzens
- 1925: Die vom anderen Ufer
- 1926: Der Meineidbauer
- 1926: Falsche Scham – Vier Episoden aus dem Leben eines Arztes
- 1926: Metropolis
- 1927: Verbotene Liebe
- 1927: Wochenendzauber